# EA Sports BIG
EA Sports BIG fue una marca comercial usada por Electronic Arts desde el año 2000 hasta el año 2008 para distribuir videojuegos de deportes con un estilo de juego arcade no realista. SSX fue el primer videojuego en ser publicado bajo el sello EA Sports BIG. Ningún juego de esta marca ha sido lanzado para PC o Mac.

## Videojuegos
| Año  | Juego                  | Plataforma                                                       |
| ---- | ---------------------- | ---------------------------------------------------------------- |
| 2000 | SSX                    | PlayStation 2                                                    |
| 2001 | SSX Tricky             | PlayStation 2, GameCube, Xbox, Game Boy Advance                  |
| 2001 | NBA Street             | PlayStation 2, GameCube                                          |
| 2002 | Sled Storm             | PlayStation 2                                                    |
| 2002 | Shox                   | PlayStation 2                                                    |
| 2002 | Freekstyle             | PlayStation 2, GameCube                                          |
| 2003 | Def Jam Vendetta       | PlayStation 2, GameCube, Xbox                                    |
| 2003 | NBA Street Vol. 2      | PlayStation 2, GameCube, Xbox                                    |
| 2003 | SSX 3                  | PlayStation 2, GameCube, Xbox, Game Boy Advance, Gizmondo        |
| 2004 | NFL Street             | PlayStation 2, GameCube, Xbox                                    |
| 2004 | NFL Street 2           | PlayStation 2, GameCube, Xbox                                    |
| 2005 | FIFA Street            | PlayStation 2, GameCube, Xbox                                    |
| 2005 | SSX On Tour            | PlayStation 2, GameCube, Xbox, PlayStation Portable              |
| 2005 | NFL Street 2 Unleashed | PlayStation Portable                                             |
| 2005 | NBA Street Showdown    | PlayStation Portable                                             |
| 2005 | NBA Street V3          | PlayStation 2, GameCube, Xbox                                    |
| 2005 | SSX Out of Bounds      | N-Gage                                                           |
| 2006 | FIFA Street 2          | PlayStation 2, GameCube, Xbox, PlayStation Portable, Nintendo DS |
| 2006 | NFL Street 3           | PlayStation 2, PlayStation Portable                              |
| 2007 | NBA Street Homecourt   | PlayStation 3, Xbox 360                                          |
| 2008 | NFL Tour               | PlayStation 3, Xbox 360                                          |
| 2008 | FIFA Street 3          | PlayStation 3, Xbox 360, Nintendo DS                             |
| 2008 | SSX Blur               | Wii                                                              |